# Hawaii Calls (album)
Hawaii Calls (podtytuł: A Group of Popular Hawaiian Songs) – kompilacyjny album muzyczny wydany w 1941 roku przez Decca Records (No. 193.), zawierający utwory o tematyce hawajskiej wykonane przez Binga Crosby'ego, Frances Langford, Harry'ego Owensa i Dicka Mclntire.

## Lista utworów
Utwory znalazły się na 5-płytowym albumie, Decca Album No. 193.
Płyta 1: (1265)
1. „King's Serenade” – Harry Owens (nagrany 17 kwietnia 1937)
2. „Hawaii Calls” – Harry Owens (nagrany 17 kwietnia 1937)

Płyta 2: (3299)
1. „A Song of Old Hawaii” – Bing Crosby (nagrany 1 lipca 1940)
2. „Trade Winds” – Bing Crosby (nagrany 1 lipca 1940)

Płyta 3: (3046)
1. „When Hilo Hattie Does The Hilo Hop” – Frances Langford i Dick McIntire (nagrany 19 lutego 1940)
2. „Kuu Ipo” – Frances Langford i Dick McIntire (nagrany 19 lutego 1940)

Płyta 4: (3047)
1. „Manuela Boy” – Frances Langford i Dick McIntire (nagrany 19 lutego 1940)
2. „Moonlight Over Molokai” – Frances Langford i Dick McIntire (nagrany 19 lutego 1940)

Płyta 5: (3048)
1. „Lovely Hula Hands” – Dick McIntire (nagrany 19 lutego 1940)
2. „May Day Is Lei Day In Hawaii” – Dick McIntire (nagrany 19 lutego 1940)